# Leon Ormezowski
Leon Ormezowski (ur. 4 marca 1896 w Bolechowie, zm. 3 grudnia 1949 w Łodzi) – polski malarz, nauczyciel akademicki oraz pedagog.

## Życiorys
Studia rozpoczął na Uniwersytecie Kijowskim, a następnie studiował na Akademii Sztuk Pięknych w Kijowie. Naukę kontynuował w Szkole Wojciecha Gersona w Warszawie. Od 1919 zajmował się dydaktyką w Szkole Sztuk Pięknych w Warszawie. Był aktywnym działaczem oświatowym, m.in. wydał podręcznik poświęcony perspektywie malarskiej oraz publikował w pismach nauczycielskich, artystycznych czy w prasie codziennej. Po uzyskaniu dyplomu nauczycielskiego w 1927 na Uniwersytecie Warszawskim wykładał i prowadził kursy m.in. w Szkole Sztuk Pięknych im. Zygmunta Waliszewskiego w Warszawie, w Szkole Sztuk Pięknych im. W. Gersona, w Liceum Krzemienieckim czy Liceum im. ks. Józefa Poniatowskiego w Warszawie. W Łodzi natomiast pracował jako nauczyciel w Szkole Przemysłu Artystycznego, przemianowanej później na Liceum Sztuk Plastycznych. Był organizatorem i pierwszym kierownikiem Miejskiej Galerii Sztuk Plastycznych. Należał także do łódzkiego oddziału Związku Polskich Artystów Plastyków.
W czasie okupacji niemieckiej brał udział w prowadzeniu tajnych kompletów maturalnych. Po wojnie natomiast był jednym ze współorganizatorów, razem z Władysławem Strzemińskim, Stefanem Wegnerem i Romanem Modzelewskim, Wyższej Szkoły Sztuk Plastycznych w Łodzi (dzisiaj Akademia Sztuk Pięknych im. Władysława Strzemińskiego w Łodzi), w której pełnił rolę dyrektora (do 1949) oraz wykładowcy malarstwa. W 1947 otrzymał natomiast tytuł profesora.

## Twórczość
Ormezowski malował przede wszystkim portrety, martwe natury oraz pejzaże. Jego prace były utrzymane w stylu kolorystycznym. Swoje prace wystawiał w Warszawie, w Towarzystwie Zachęty Sztuk Pięknych i w Instytucie Propagandy Sztuki, a także za granicą, m.in. w Paryżu. Za swój obraz wystawiany w Związku Artystów Plastyków (zakupiony potem do Muzeum Sztuki w Łodzi) otrzymał Nagrodę Miasta Łodzi. Dzisiaj prace malarza można zobaczyć m.in. w Muzeum Sztuki w Łodzi, gdzie znajduje się obraz Szkot z fajką (1945) czy w Muzeum Narodowym w Warszawie, gdzie znajdują się Martwa natura z kapeluszem i butelką (1939) i Jabłka (1933).